# НВК Чаплинська школа-гімназія
Навчально-виховний комплекс «Чаплинська школа-гімназія» Чаплинської районної ради Херсонської області (скорочена назва: НВК «Чаплинська школа-гімназія») — загальноосвітня середня школа у смт. Чаплинка Херсонської області, заснована у 1976 році.

## Важливі події
2001 р. — школа отримує статус школи-лабораторії Університету менеджменту освіти НАПН України.
2001 р. — школа бере участь у Всеукраїнській виставці «Інноваційний поступ освіти Херсонщини».
2001 р. — школа — переможець обласного конкурсу «Школа Херсонщини — 2001».
2001 р. — Чаплинська загальноосвітня школа № 1 І-ІІІ ступенів перейменована у Чаплинську спеціалізовану школу № 1 І-ІІІ ступенів.
2004 р. — школа бере участь у Всеукраїнській науково-практичній конференції «Освітній моніторинг як механізм адаптивного управління загальною середньою освітою».
2008 р. — школа — переможець обласного конкурсу «Школа Херсонщини — 2008» у номінації «Школа нової генерації»
2010 р. — школа — переможець обласного конкурсу «Школа Херсонщини — 2010» у номінації «Школа успіху».
2010 р. — школа отримує сертифікат НАПН України за активну участь у роботі Другої Всеукраїнської виставки «Інноватика в освіті України»

2011 р. — школа визнана «Флагманом сучасної освіти України».
2012 р. — Чаплинська спеціалізована школа № 1 І-ІІІ ступенів перейменована на навчально-виховний комплекс «Чаплинська школа-гімназія» Чаплинської районної ради Херсонської області.
2012 р. — школа визнана переможцем Всеукраїнського огляду-конкурсу стану умов і охорони праці в навчальних закладах Міністерства освіти і науки України.
2013—2014н.р. — школа бере участь у проекті Європейського Союзу та Програми розвитку ООН «Місцевий розвиток, орієнтований на громаду».
2014 р. — школа стає лауреатом Всеукраїнського огляду-конкурсу стану умов і охорони праці в навчальних закладах Міністерства освіти і науки України.
2014 р. — школа бере участь у роботі II Всеукраїнської науково-практичної конференції «Теоретико-методологічні засади управління навчальним закладом: розвиток творчого потенціалу дитини та педагога».
2022 р. — колектив закладу співпрацює з окупаційною владою, а на чолі колобораційного колективу Яцюк Наталія Анатоліївна.
На даний час школа співпрацює з Університетом менеджменту освіти, лабораторією дидактики, інститутом обдарованої дитини НАПН України.

## Педагогічний колектив
Педагогічний колектив НВК «Чаплинська школа-гімназія» — це колектив однодумців, творчих неординарних особистостей. Маючи великий досвід роботи, вони є керівниками районних методичних об*єднань, шкіл передового досвіду, майстер-класів, ведуть дистанційне навчання з учнями усього району, проводять експериментальну роботу. За результатами атестацій визначено кваліфікаційний рівень учителів, що становить 45 % спеціалістів вищої категорії, 37 %— І категорії, а педагогічні звання вчитель-методист мають 37 % , старший вчитель — 36 %вчителів. Значком «Відмінник освіти України» нагороджено 26 % , а Подяку Президента України отримало 2 % учителів.
Кваліфікаційні рівні:
- учителів-методистів — 11;
- старших учителів — 13;
- нагороджених знаком «Відмінник освіти України» — 12;
- нагороджених Грамотою управління освіти та науки Херсонської облдержадміністрації — 28;
- нагороджених Грамотою Міністерства освіти та науки України — 20.

Директор — Смаровоз Любов Степанівна. 30 років Любов Степанівна очолює колектив однієї з найкращих шкіл області.
Щорічно школярі активно беруть участь у творчих інтелектуальних конкурсах («Кенгуру», «Соняшник», «Пазл», «Орлятко», «Геліантус»), загалом 411 учнів.
Школа займає почесні місця у різних видах спорту учнівської Спартакіади районного рівня: з легкої атлетики, волейболу; здобули І місце у Стартах надій, представляли район на обласному рівні. Команда школи другий рік поспіль перемагає в районному, обласному турах військово-патріотичної гри «Джура», а влітку наш рій «Турбаївці», захищаючи честь Херсонської області на Всеукраїнському етапі, посів 7 місце серед 26 команд (роїв) України.